# Neoharmonia
Genre
Neoharmonia est un genre d'insectes coléoptères de la famille des coccinelles.

## Systématique
Le genre Neoharmonia a été créé en 1871 par l'entomologiste britannique George Robert Crotch (d) (1842-1874).

## Liste d'espèces
Selon BioLib (12 mars 2022) et ITIS (12 mars 2022):
- Neoharmonia venusta (Melsheimer, 1847)